# Dino 206 GT
Pour les articles homonymes, voir Dino.
La Dino 206 GT ou Ferrari Dino 206 GT est une voiture de sport GT, du constructeur automobile italien Dino (filiale des premières voitures à moteur V6 Dino de Ferrari, baptisée du nom de Dino Ferrari (1932-1956), fils aîné d'Enzo Ferrari (1898-1988)). Un concept car est présenté au Mondial de l'automobile de Paris 1965, avant d’être fabriquée en série à 153 exemplaires entre 1968 et 1969, à la suite du Salon de l'automobile de Turin 1967. La Dino 246 GT/GTS lui succède en 1969.

## Historique
Le moteur V6 Dino 1.5 litre à 65°, en aluminium, à double arbre à cames en tête et trois carburateurs double corps Weber, est initié et conçu par la Scuderia Ferrari à l'usine Ferrari de Maranello, entre autres par les ingénieurs Ferrari Vittorio Jano, Franco Rocchi, Carlo Chiti, et par le jeune ingénieur étudiant Dino Ferrari (fils aîné héritier d'Enzo Ferrari) pour succéder aux Ferrari Monza des années 1950. 

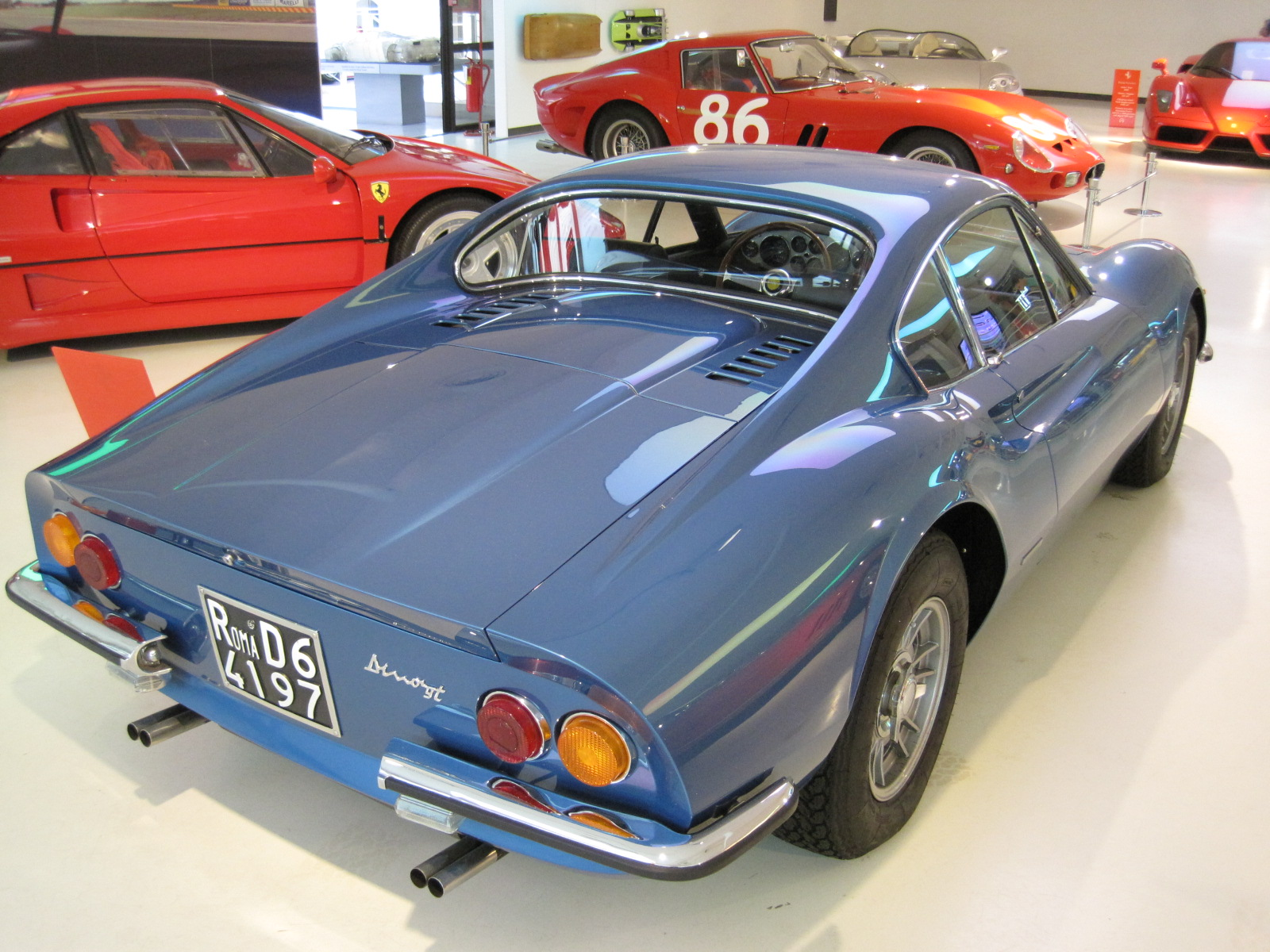
Dino 206 GT
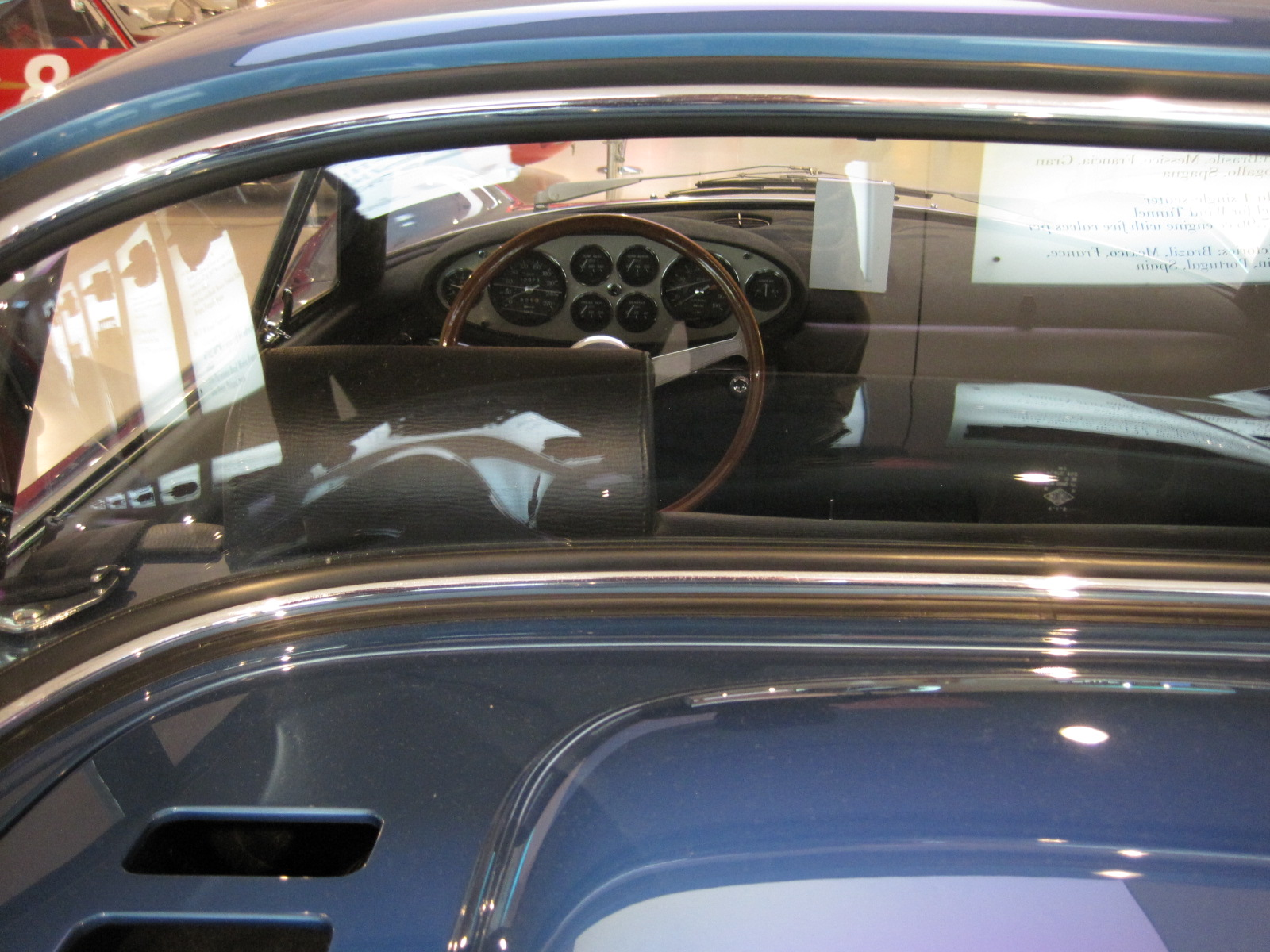
Dino 206 GT
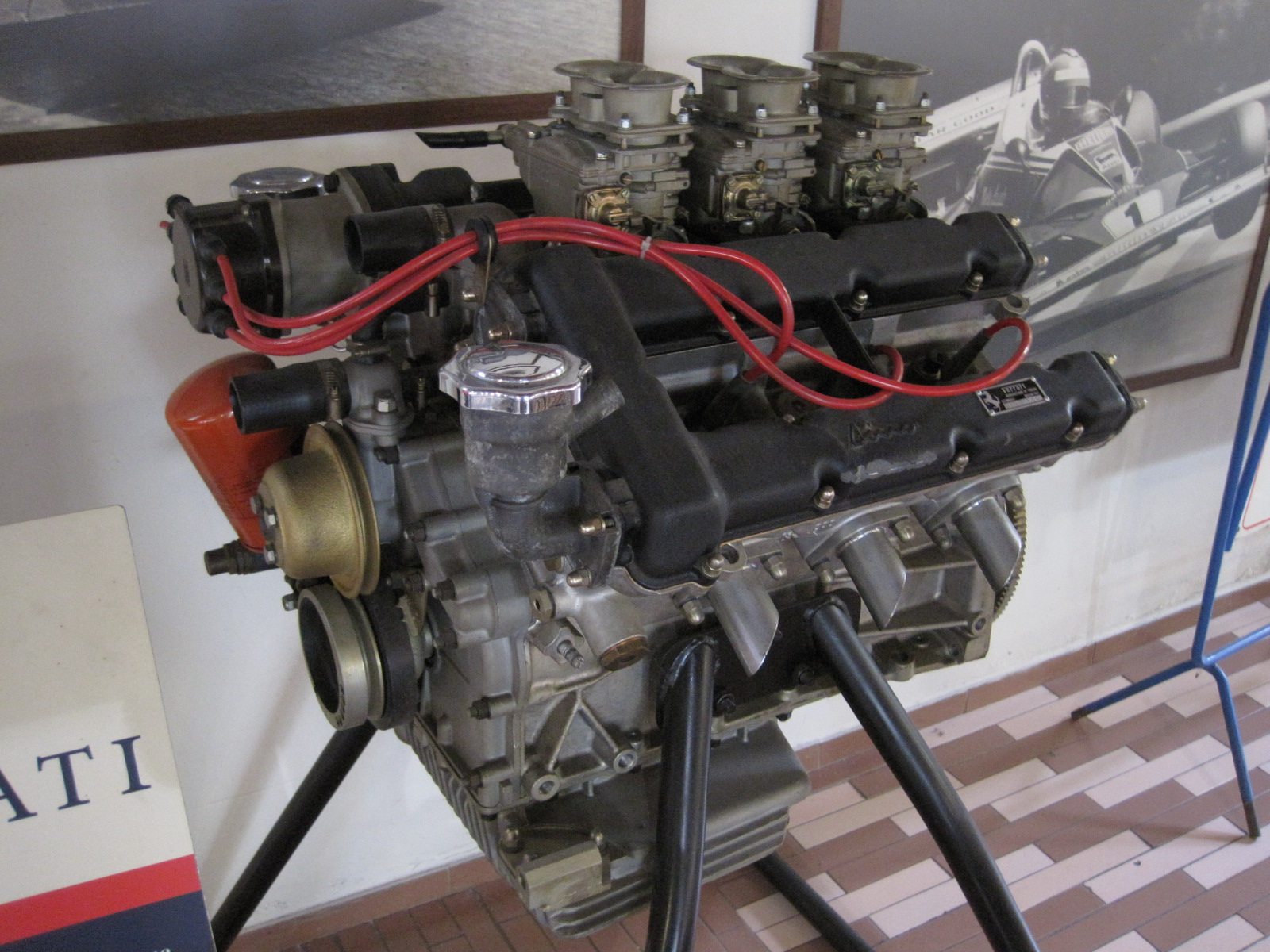
Moteur V6 Dino du musée Panini Maserati de Modène

Testé sur une Ferrari Dino 196 S sport-prototype de 1958 (variante V6 des Ferrari Monza des années 1950 et Ferrari 250 Testa Rossa V12 de 1957), industrialisé au Lingotto Fiat de Turin, il remporte le championnat du monde de Formule 1 1961 avec une Ferrari 156 (15 pour 1,5 Litre, et 6 pour 6 cylindres), puis participe avec ses évolutions, au prestigieux palmarès historique de Ferrari et de la Scuderia Ferrari en compétition automobile et palmarès F1, avec ses moteurs V6, V8, V10 et V12... 

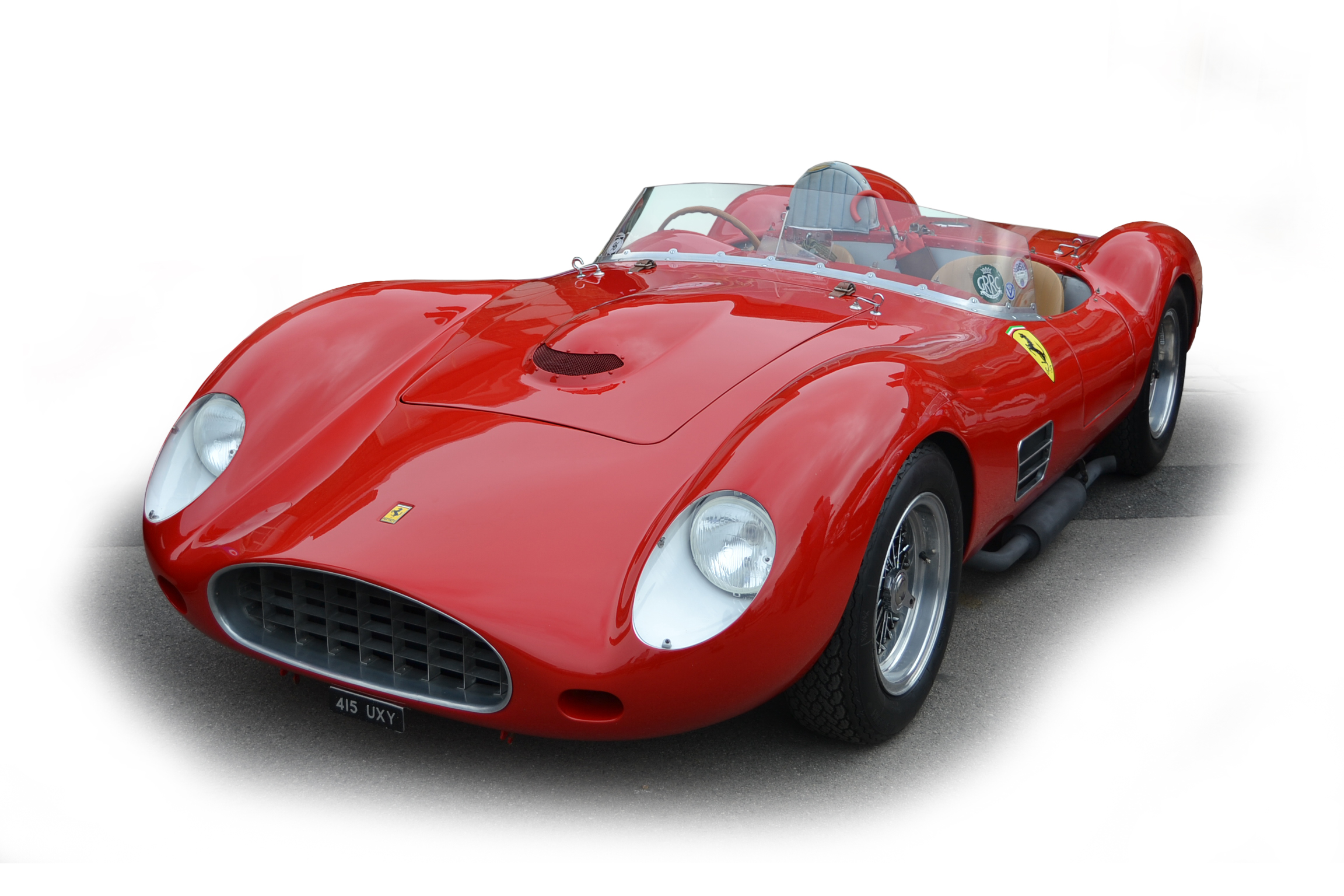
Ferrari Dino 196 S (1958)
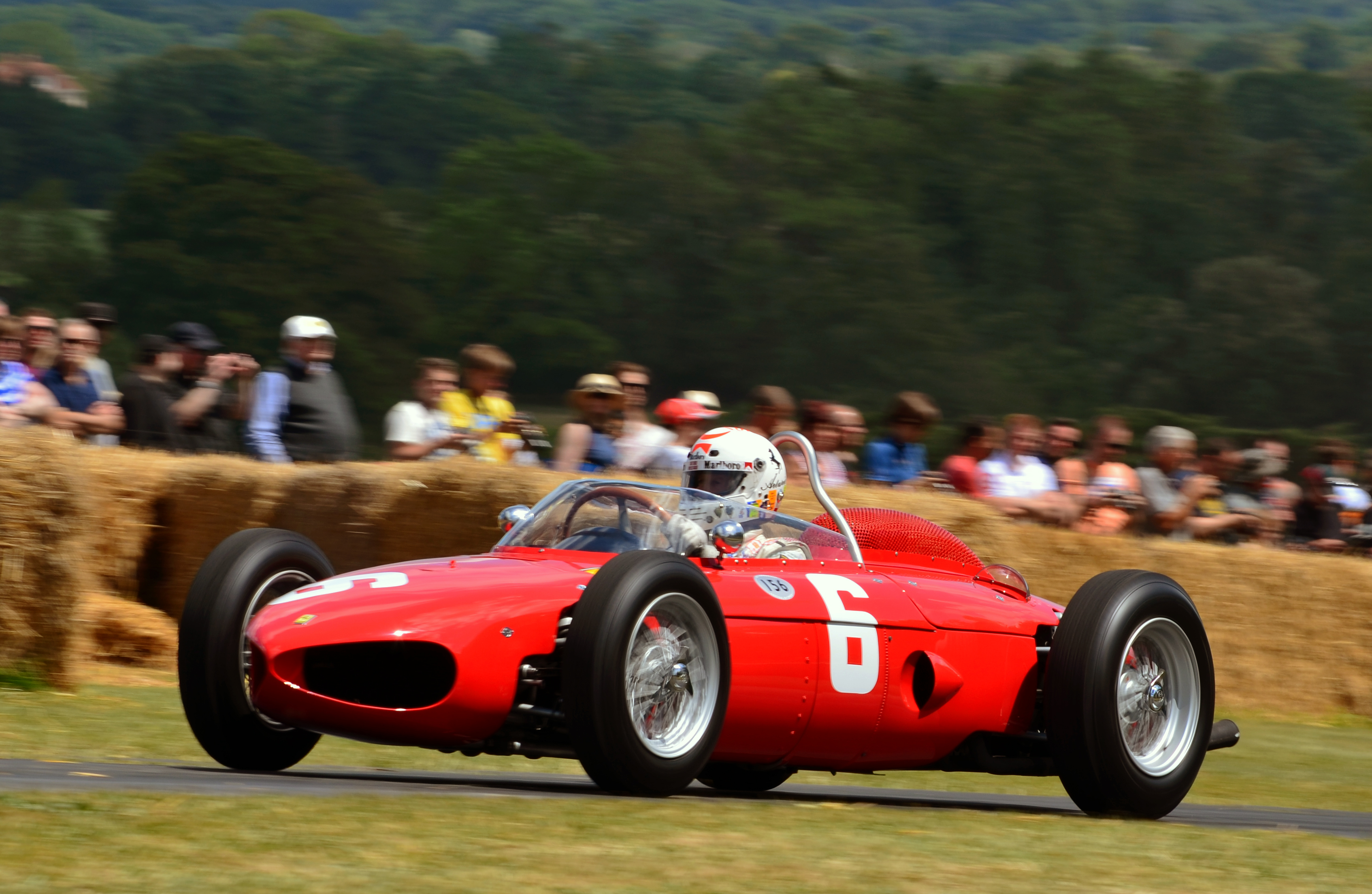
Ferrari 156 (championne du monde de Formule 1 1961)
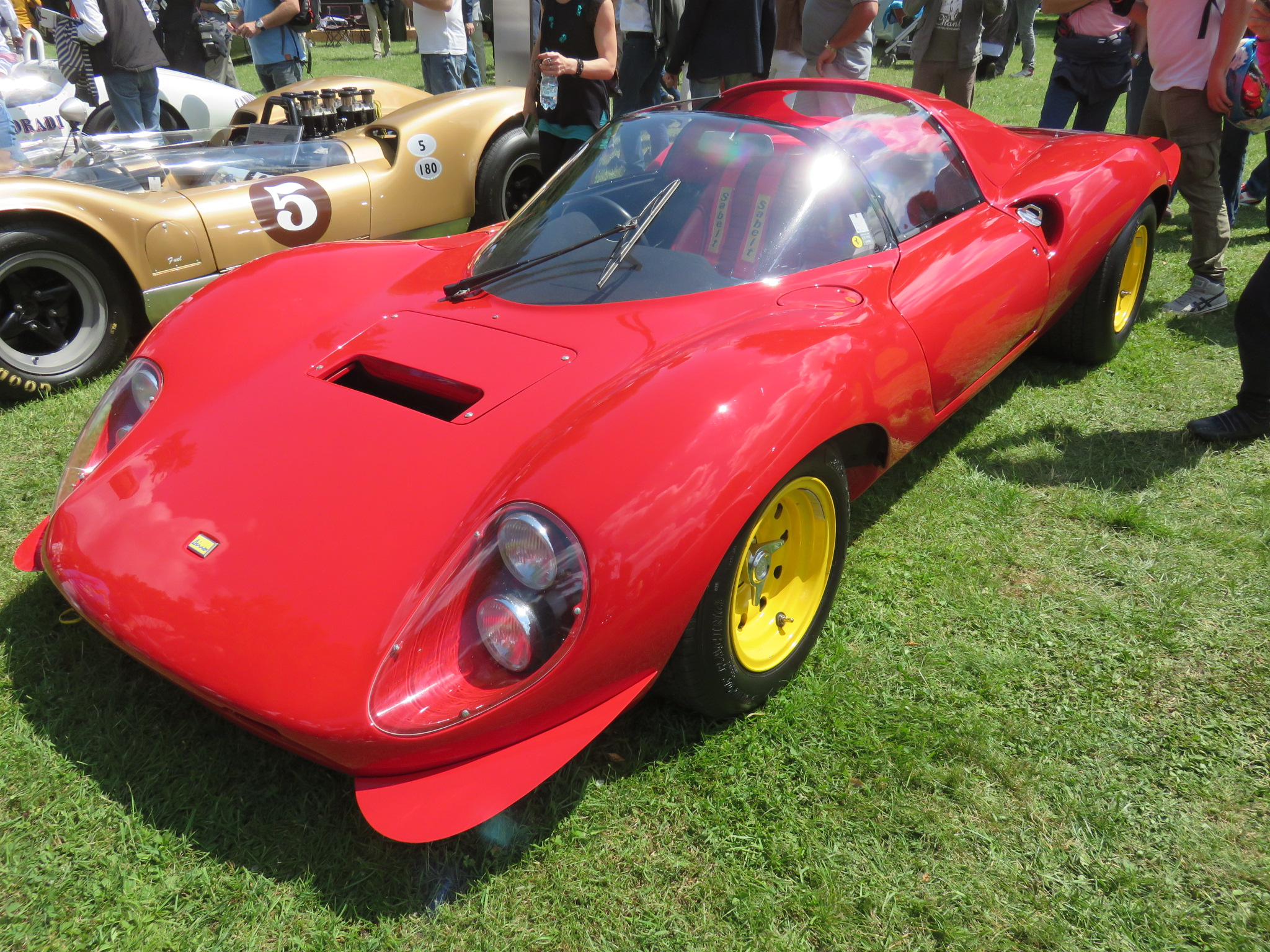
Dino 206 S, 24 Heures du Mans 1965, Concours d'élégance Villa d'Este

Dino Ferrari disparaît prématurément en 1956, à l'âge de 24 ans, et ne verra jamais ni ses moteurs V6 Dino tourner, ni la marque de voitures Dino nommée de son prénom, créés par son père en son hommage en 1964, avec les moteurs V6 et V8 Dino Ferrari de compétition automobile et de Formule 1 de la Scuderia Ferrari, et GT déclinées de prestige Dino 166 P, Dino 196 S, Dino 206 S, Fiat Dino, Dino 206 GT, Dino 246 GT/GTS, Ferrari Dino 166 F2, Dino 208 GT4 et 308 GT4, Lancia Stratos...
À la suite des nombreuses victoires en compétition automobile des Dino 206 S, Dino 206 P, et Dino 206 SP de 1965 et 1966, à moteur V6 de 2 L de cylindrée de 220 ch pour 235 km/h de vitesse de pointe, de l'ingénieur Ferrari-Fiat Aurelio Lampredi, un premier prototype décliné GT Dino Pininfarina 206 GT Spéciale est présenté au mondial de l'automobile de Paris 1965 (Dino 206 : 20 pour 2.0 Litres, et 6 pour 6 cylindres). Un second concept car Dino Berlinetta Competizione du designer Pinifarina Paolo Martin (en), est présenté au Salon de l'automobile de Francfort de 1967, et fabriqué à une vingtaine d'exemplaires. Une variante à moteur V12 Colombo est également présentée en 1966 avec le concept car Ferrari 365 P Berlinetta Speciale. 

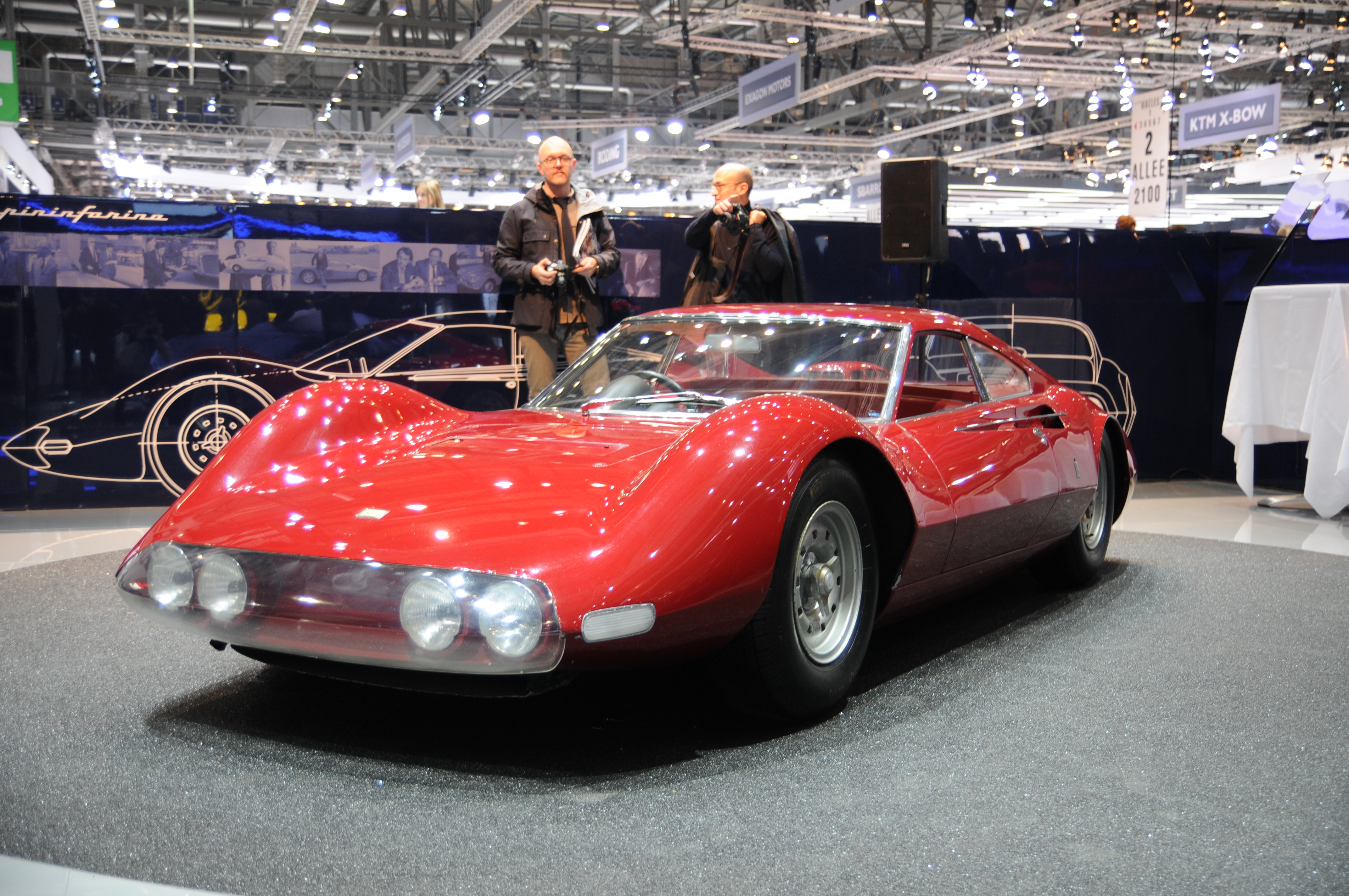
Prototype Dino Pininfarina 206 GT Spéciale de 1965, du Musée du Mans
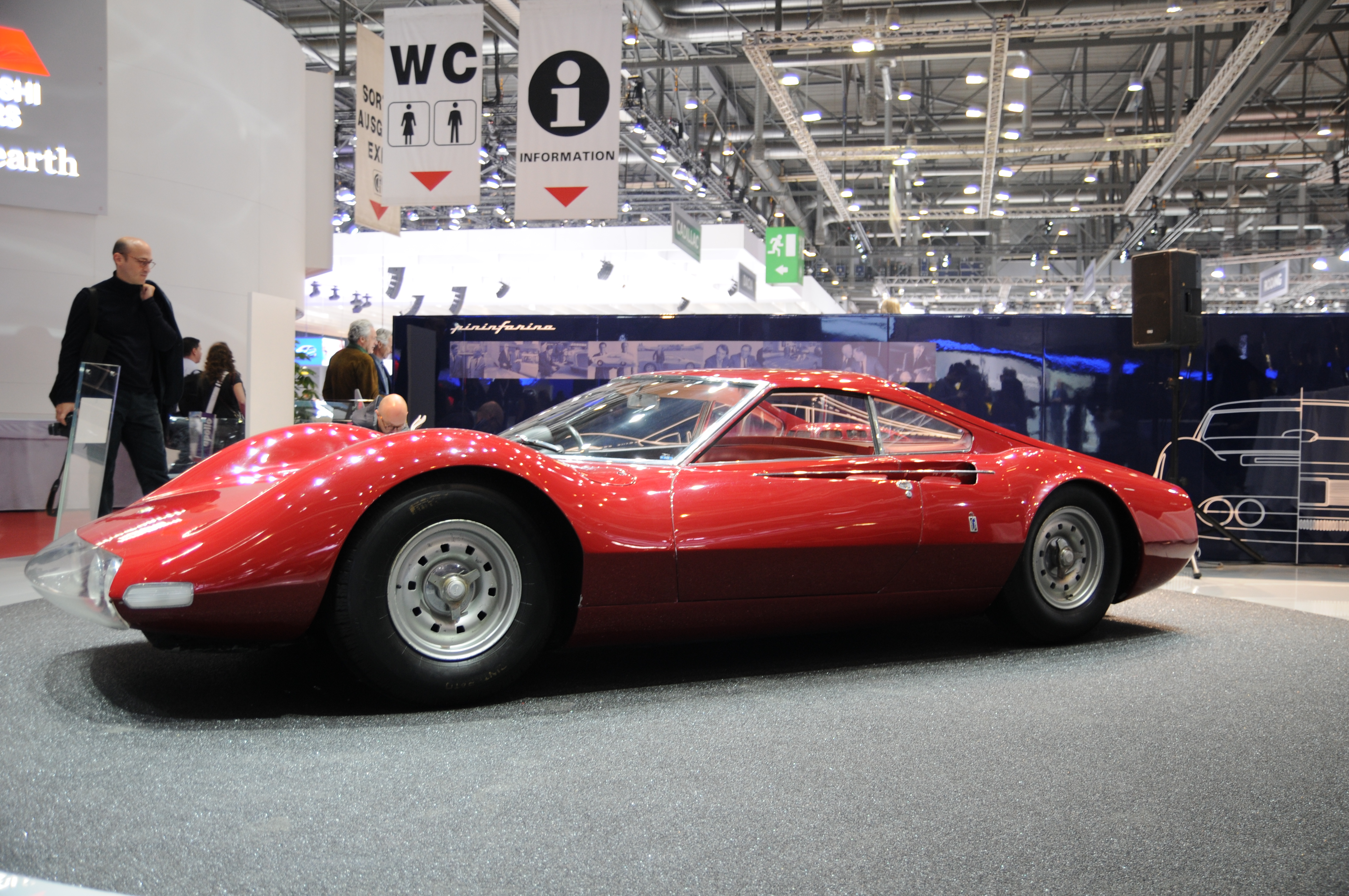
Prototype Dino Pininfarina 206 GT Spéciale
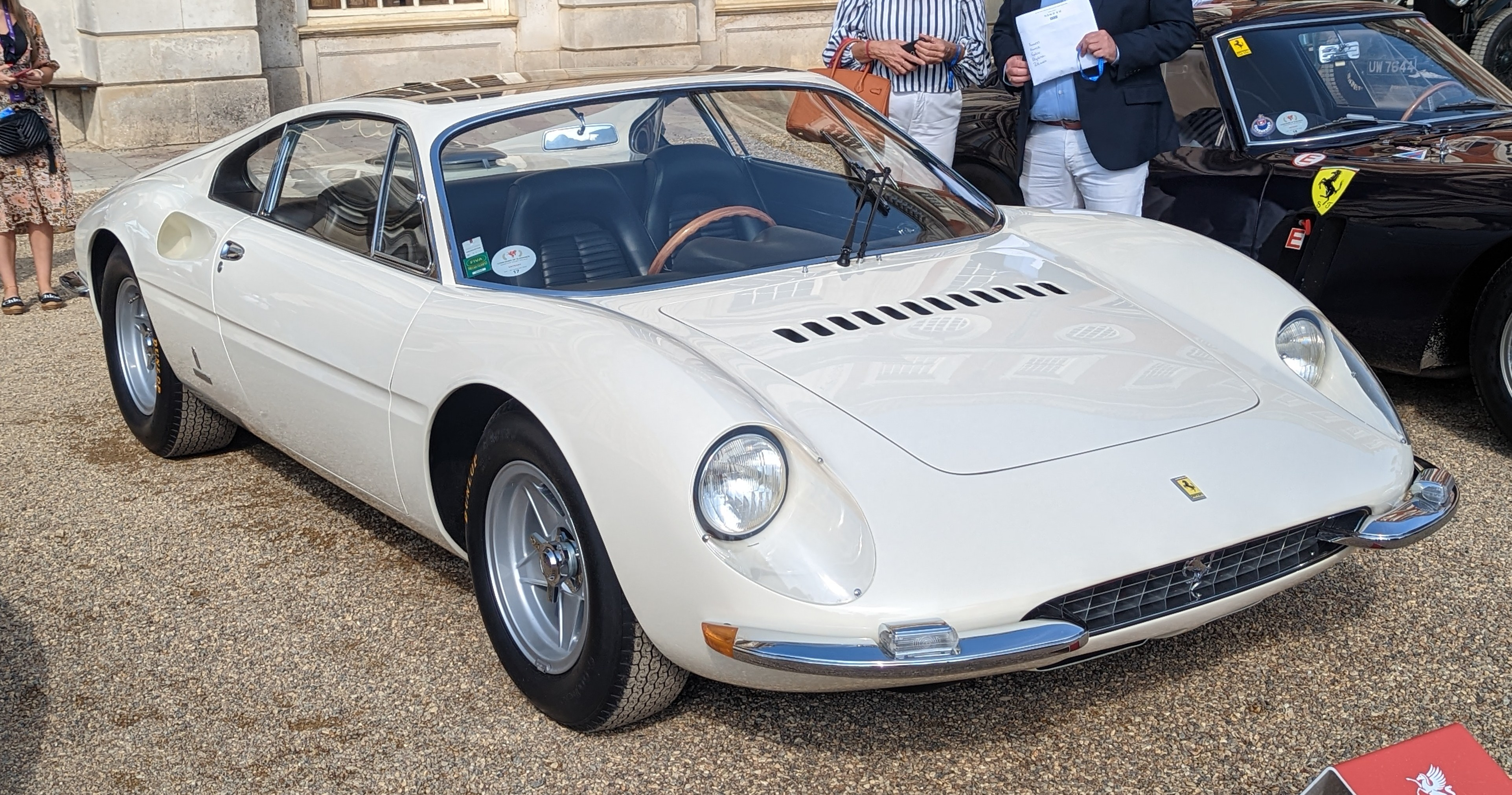
Concept car Ferrari 365 P Berlinetta Speciale V12 Colombo (1966)
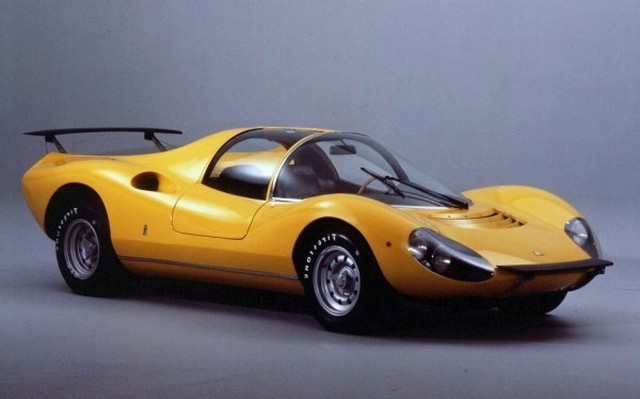
Prototype Dino 206 Berlinetta Competizione de 1967

La carrosserie en aluminium de la Dino 206 GT est dessinée par les designers Pininfarina Leonardo Fioravanti et Aldo Brovarone, et réalisée par Carrozzeria Scaglietti de Maranello. Ce modèle V6 de 180 ch est le premier modèle de Ferrari GT routière à ne pas être propulsée par un V12 (commercialisée à ce titre par Enzo Ferrari à moindre coût que sa gamme V12, sans marque Ferrari, ni écusson du cheval cabré Ferrari) et la première berlinette à moteur central de la marque, pour rivaliser commercialement en particulier avec le succès des Porsche 911 concurrentes de l'époque,.
La Dino 206 GT est présentée avec un important enthousiasme du public au salon de l'automobile de Turin 1967, conjointement aux  Fiat Dino équipées du même moteur, et à la couleur « Jaune Dino » officielle de la marque Dino. La production est lancée avec succès à 153 exemplaires par Ferrari en 1968, au prix unitaire de 100 000 Francs (15 000 dollars de l'époque). La Dino 246 GT/GTS (Dino 246 : 24 pour 2,4 Litres, et 6 pour 6 cylindres) lui succède un an plus tard, présentée au salon international de l'automobile de Genève 1969, avec un V6 Dino de 2,4 litres pour 195 ch, vendues à 3 761 unités. En 1978, Enzo Ferrari reconnait son second fils Piero Ferrari, né en 1945, demi frère de Dino, et administrateur héritier de Ferrari.

## Télévision
- Années 1970 : Amicalement vôtre. Dans cette célèbre série télévisée, Tony Curtis conduit une Dino 246 GT devenue célèbre (les tout premiers exemplaires de la serie Tipo 607 L ressemblaient à la 206 GT avec écrou papillon et appui-tête séparé), aux côtés de Roger Moore et de son Aston Martin DBS[9].

## Anecdotes
- 2017 : le prototype Dino Pininfarina 206 GT Spéciale de 1965, longtemps exposé au musée des 24 Heures du Mans, est vendu aux enchères 4,4 millions € au salon Rétromobile de Paris.
- 2021 : les Ferrari 296 GTB V6 hybride rendent hommage aux moteurs V6 Dino des années 1970.

### Articles
- Dino Ferrari
- Dino (automobile)
- Moteur Ferrari Dino
- Scuderia Ferrari
- Musée Ferrari
- Musée Enzo Ferrari
- Liste des automobiles Ferrari